# Пардільо
Пардільо (порт. Pardilhó; МФА: [paɾ.di.ˈʎɔ]) — парафія в Португалії, у муніципалітеті Ештаррежа. Розташована в західній частині країни, на теренах історичної португальської провінції Бейра. Входить до складу округу Авейру. За адміністративним поділом, чинним до 1976 року, терени парафії були складовою провінції Берегова Бейра. Належить до Авейрівської діоцезії Католицької церкви. Патрон — святий Петро. Площа — 15,7025 км². Населення — 4176 ос. (2011). Середньо урбанізований регіон. Густота населення — 265,94 осіб/км²
. Код — 010805.

## Географія

Ештаррежа (2013)
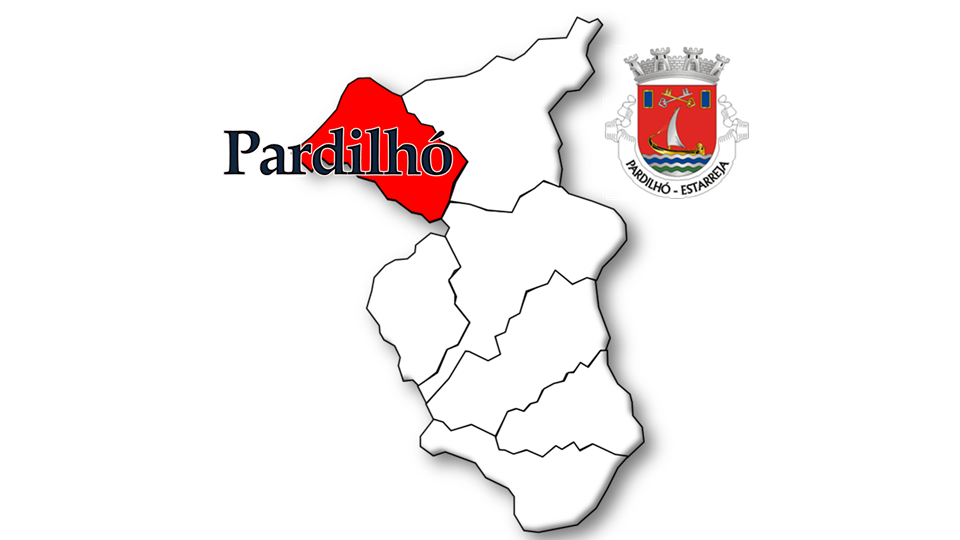
Пардільо

## Населення
| Кількість мешканців | Кількість мешканців | Кількість мешканців | Кількість мешканців | Кількість мешканців | Кількість мешканців | Кількість мешканців | Кількість мешканців | Кількість мешканців | Кількість мешканців | Кількість мешканців | Кількість мешканців | Кількість мешканців | Кількість мешканців | Кількість мешканців |
| ------------------- | ------------------- | ------------------- | ------------------- | ------------------- | ------------------- | ------------------- | ------------------- | ------------------- | ------------------- | ------------------- | ------------------- | ------------------- | ------------------- | ------------------- |
| 1864                | 1878                | 1890                | 1900                | 1911                | 1920                | 1930                | 1940                | 1950                | 1960                | 1970                | 1981                | 1991                | 2001                | 2011                |
| 3.094               | 3.120               | 3.744               | 3.916               | 4.206               | 4.071               | 4.546               | 3.970               | 4.077               | 3.912               | 3.344               | 3.890               | 4.234               | 4.175               | 4.176               |